# شهرستان الغیل
ناحیهٔ الغیل (به عربی: مدیریة الغیل) یک ناحیه در یمن است که در استان جوف (یمن) واقع شده‌است.

## خصوصیات
ناحیهٔ الغیل ۱۰٬۴۳۶ نفر جمعیت دارد.